# Пейджет (Бермудские острова)
Пейджет (англ. Paget Parish) — один из девяти округов Бермуд. Население 5 702 человек (2010).

## География
Округ находится в центрально-южной части цепи Бермудских островов.
Округ Пейджет граничит с округом Уорик на юго-западе и с округом Девоншир на северо-востоке. Вся площадь округа составляет 5,3 км².

## История
Своё название округ получил в честь английского колонизатора Вильяма Пейджета Четвёртого (1572—1629).